# Atrium Tower
Der Berliner Atrium Tower (ehemals: debis-Haus) ist ein Bürogebäude in der Nähe des Potsdamer Platzes im Berliner Ortsteil Tiergarten (Süd). Mit 106 Metern Höhe ist es das siebthöchste Hochhaus der Stadt.
Das Gebäude wurde zwischen 1993 und 1997 von Daimler-Benz nach einem Entwurf von Renzo Piano als Zentrale der Daimler-Benz-Dienstleistungstochter debis gebaut und bildete zusammen mit weiteren – in ähnlichem Stil errichteten – Gebäuden das sogenannte ‚Quartier Daimler‘. Nach der Umstrukturierung des Daimler-Konzerns zur Daimler AG (mittlerweile Mercedes-Benz Group) diente das Gebäude bis 2013 als Sitz der Daimler Financial Services. Nach deren Auszug wurde das Gebäude in Atrium Tower umbenannt.

## Lage und Umgebung

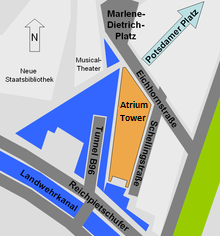
Lage

Das Gebäude liegt am südlichen Ende des ehemaligen Quartier Daimler. Vom Potsdamer Platz aus ist es zu Fuß leicht zu erreichen. In seinem sich nach Süden verjüngenden Grundriss von 82 Metern Länge nimmt es das Motiv des spitzen Winkels auf, das im gesamten Viertel zu beobachten ist. Im Süden grenzt es an den Landwehrkanal (Reichpietschufer). Im Westen wird es durch die südliche Tunneleinfahrt des Tunnels Tiergarten Spreebogen (TTS) mit der Bundesstraße 96, eine künstliche Wasserfläche und den Marlene-Dietrich-Platz begrenzt. Der Eingang in der nordöstlichen Front geht auf die Eichhornstraße.

## Architektur

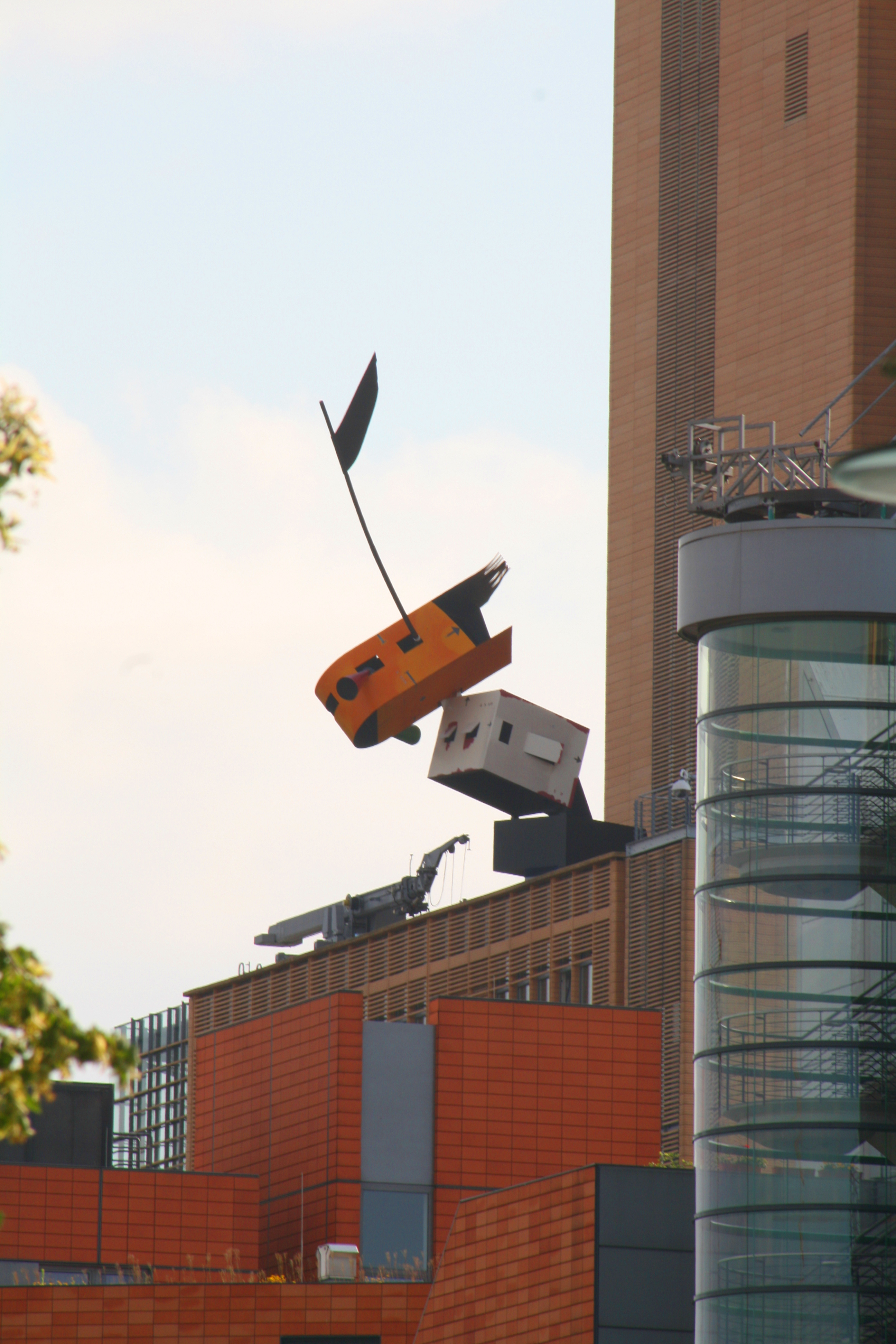
Skulptur Landed (deutsch: „Gelandet“) von Auke de Vries

Architektonisch folgt der Atrium Tower dem ebenfalls von Renzo Piano erstellten Masterplan für das gesamte Viertel. Auffällig ist vor allem die Fassade aus warmen naturfarbenen Terrakotta-Platten, die bewusst kalt wirkende Flächen aus Stahl, Glas oder polierten Steinen vermeidet.
Das Gebäude ist in Baukörper unterschiedlicher Höhe gegliedert. Von Weitem sichtbar ist der 106 Meter hohe Turm, der gleichzeitig ein Entlüftungskamin des Tunnels Tiergarten Spreebogen ist. Seine Spitze wird noch immer von dem grünen debis-Logo gebildet, obwohl das Logo seit Anfang der 2000er-Jahre nicht mehr verwendet wird. Der nach dem Turm zweithöchste Teil des Gebäudes ist ein 23-geschossiges Turmhaus, das den südlichen Abschluss des Gebäudes bildet. 
Im Südosten des Gebäudes ist außen am Dach die weithin sichtbare Skulptur Landed (deutsch: „Gelandet“) des niederländischen Künstlers Auke de Vries angebracht. Das Werk wurde 2001 fertiggestellt und entspricht optisch einem Kreuz, bestehend aus einer mobilen Weltraumkapsel und einem Vogelhaus.

### Atrium

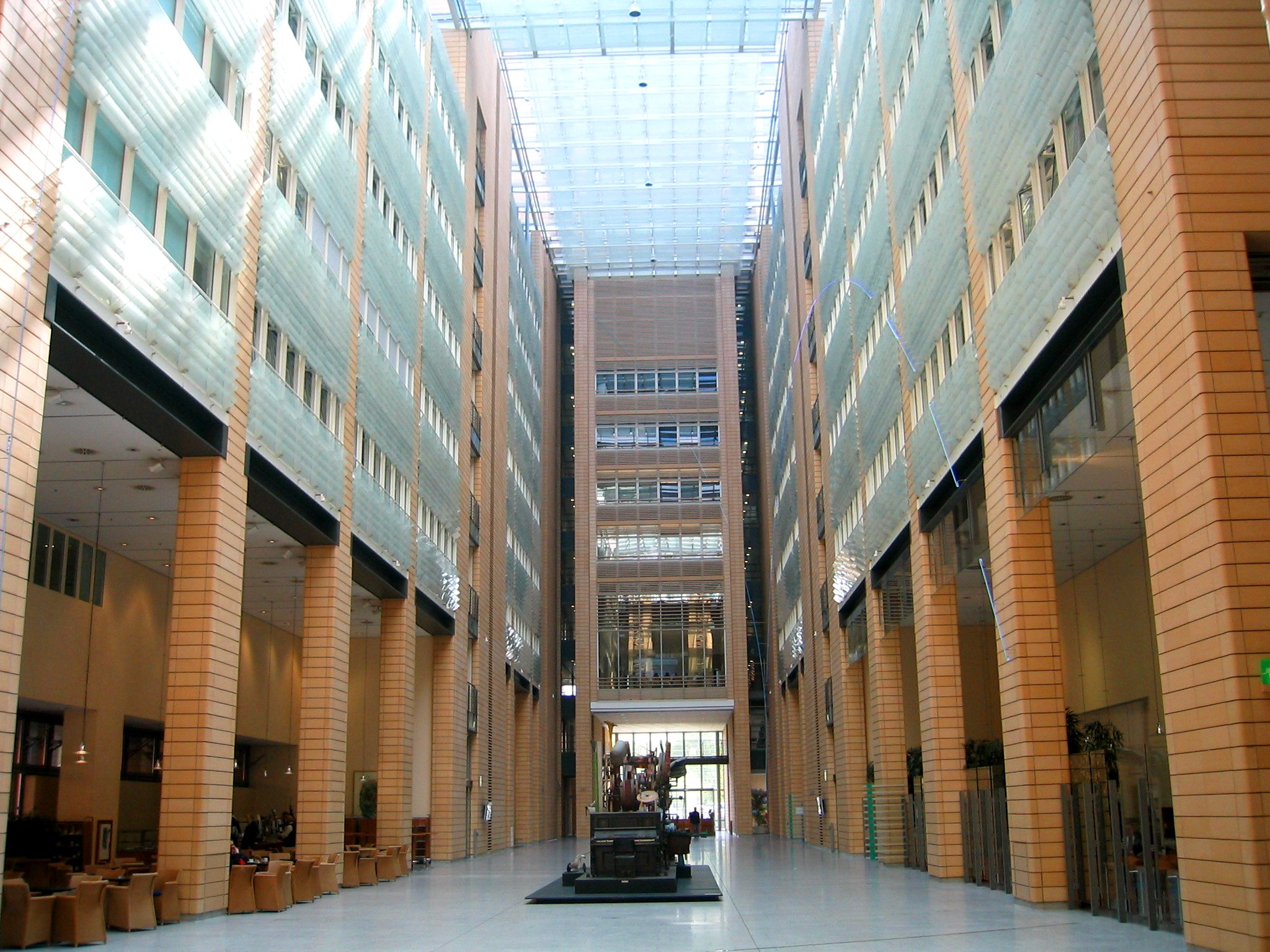
Atrium

Der nördliche, flachere Gebäudeteil umschließt ein großes Atrium mit Glasdach. Im Inneren befinden sich die Lichtinstallation Light Blue von François Morellet. Ursprünglich gedacht als Übergang zwischen öffentlichem und privatem Bereich war das Atrium seit den Anschlägen vom 11. September 2001 nicht mehr öffentlich zugänglich.

### Ökologisches Konzept
Der ökologische Gedanke prägt den Masterplan für das Viertel und besonders den Atrium Tower. Ein Heizkraftwerk mit Kraft-Wärme-Kopplung versorgt die Gebäude mit Wärme und Kühlung. Teile der Fassade sollen durch eine ungewöhnliche zweite Außenhaut aus Glas mit verstellbaren Lamellen eine natürliche Lüftung der Räume auch bei starken Temperaturschwankungen ermöglichen. Die Dachflächen sind großenteils begrünt, und Regenwasser wird in Zisternen gesammelt. Es wird für die Toilettenspülung genutzt und speist die anliegende Wasserfläche.

## Geschichte
Die Entstehung des Gebäudes ist eng mit der des Quartier Daimler verknüpft.
- 1989, vor dem Fall der Mauer, nahm der damalige Daimler-Benz-Chef Edzard Reuter Verhandlungen mit dem Berliner Senat über einen Kauf des ungenutzten Geländes am Potsdamer Platz auf.
- Kauf des Areals im Sommer 1990.
- 1991 wurde vom Berliner Senat ein städtebaulicher Wettbewerb für das gesamte Gebiet Potsdamer Platz und Leipziger Platz international ausgeschrieben.
- 1992 gewannen die Architekten Heinz Hilmer und Christoph Sattler den Wettbewerb.
- Ebenfalls noch 1992 schrieb die Daimler-Benz AG einen Architekturwettbewerb für ihr Areal aus, den im gleichen Jahr Renzo Piano und Christoph Kohlbecker gewannen. Anschließend entwickelten sie auf der Basis des Siegerentwurfs den sogenannten „Masterplan“.
- 1993 erfolgte der erste Spatenstich für das debis-Haus.
- Am 24. Oktober 1997 wurde das Gebäude als erstes des gesamten Areals eingeweiht. Es galt als Vorzeigeprojekt für das debis-Immobilienmanagement. Der als Vorstandsvorsitzender der Daimler-Benz AG mittlerweile von Jürgen Schrempp abgelöste Initiator des Gesamtprojekts Edzard Reuter nahm nicht an der Einweihungsfeier teil.

2007 verkaufte Daimler das gesamte Daimler-Benz-Areal, inklusive des debis-Hauses, an die SEB Asset Management AG (eine Tochtergesellschaft der schwedische Bank SEB), die es 2008 für den Publikumsfonds SEB ImmoInvest erwarb. Bis September 2013 zogen die 1200 Mitarbeiter des Mercedes-Vertriebs aus.
2015 wurde das Areal dann für ca. 1,4 Milliarden Euro an den kanadischen Immobilieninvestor Brookfield Property Partners verkauft, in dessen Besitz sich der Atrium Tower seitdem befindet.
Ab Herbst 2008 sendete der Nachrichtensender WeLT (bis 2018: N24) aus dem Haus. Der zur N24 Media GmbH gehörende Nachrichtenkanal hat auf insgesamt fünf Geschossen mit rund 7400 m² einen Newsroom, Regieräume sowie Moderations- und Talkshow-Flächen eingerichtet. In den Studio- und Redaktionsräumen arbeiten rund 250 Mitarbeiter. Der Nachrichtensender hat das Gebäude 2021 verlassen und ist in den Axel-Springer-Neubau an der Zimmerstraße in Mitte umgezogen.

Ansichten
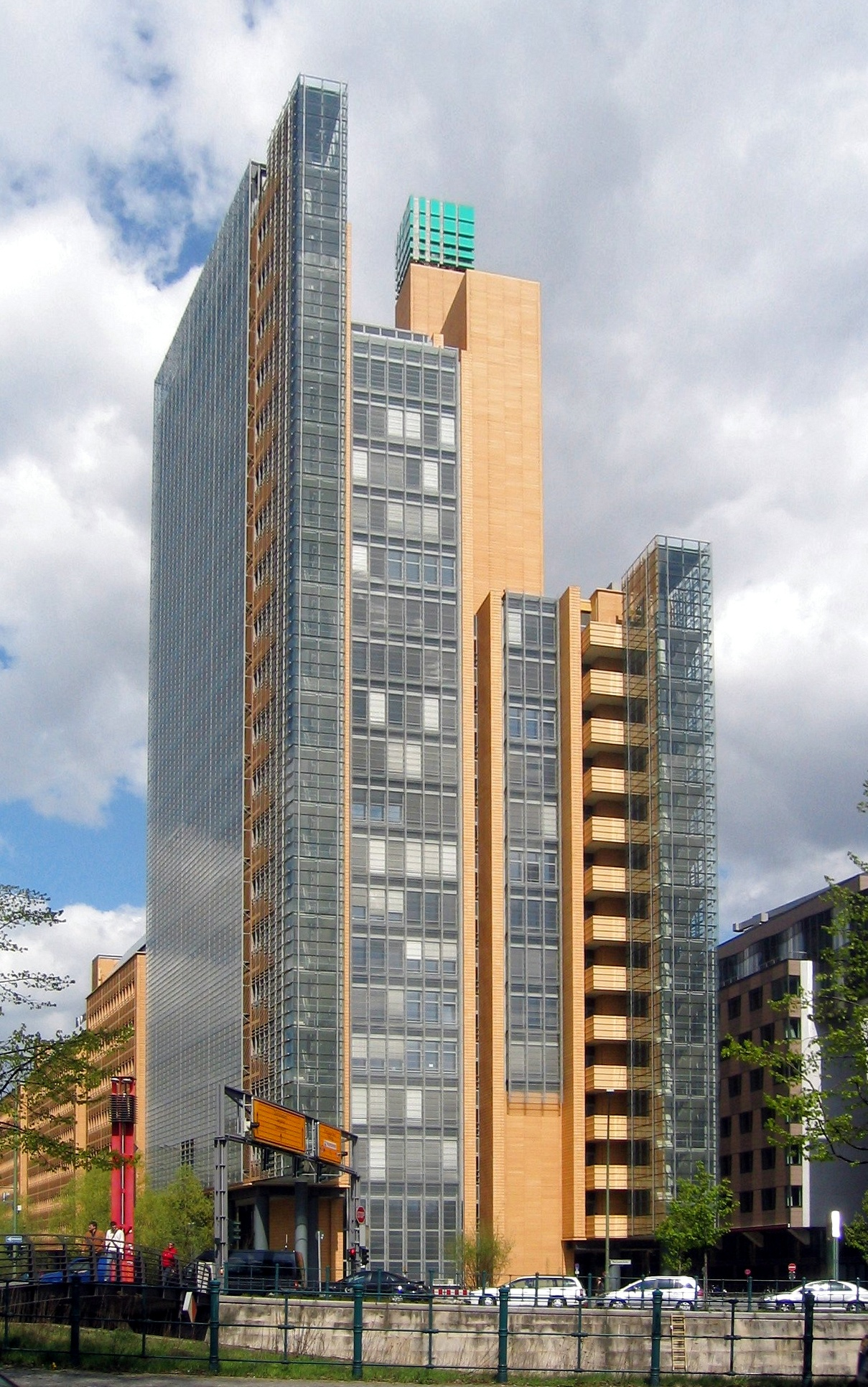
Ansicht Südseite vom Landwehrkanal…
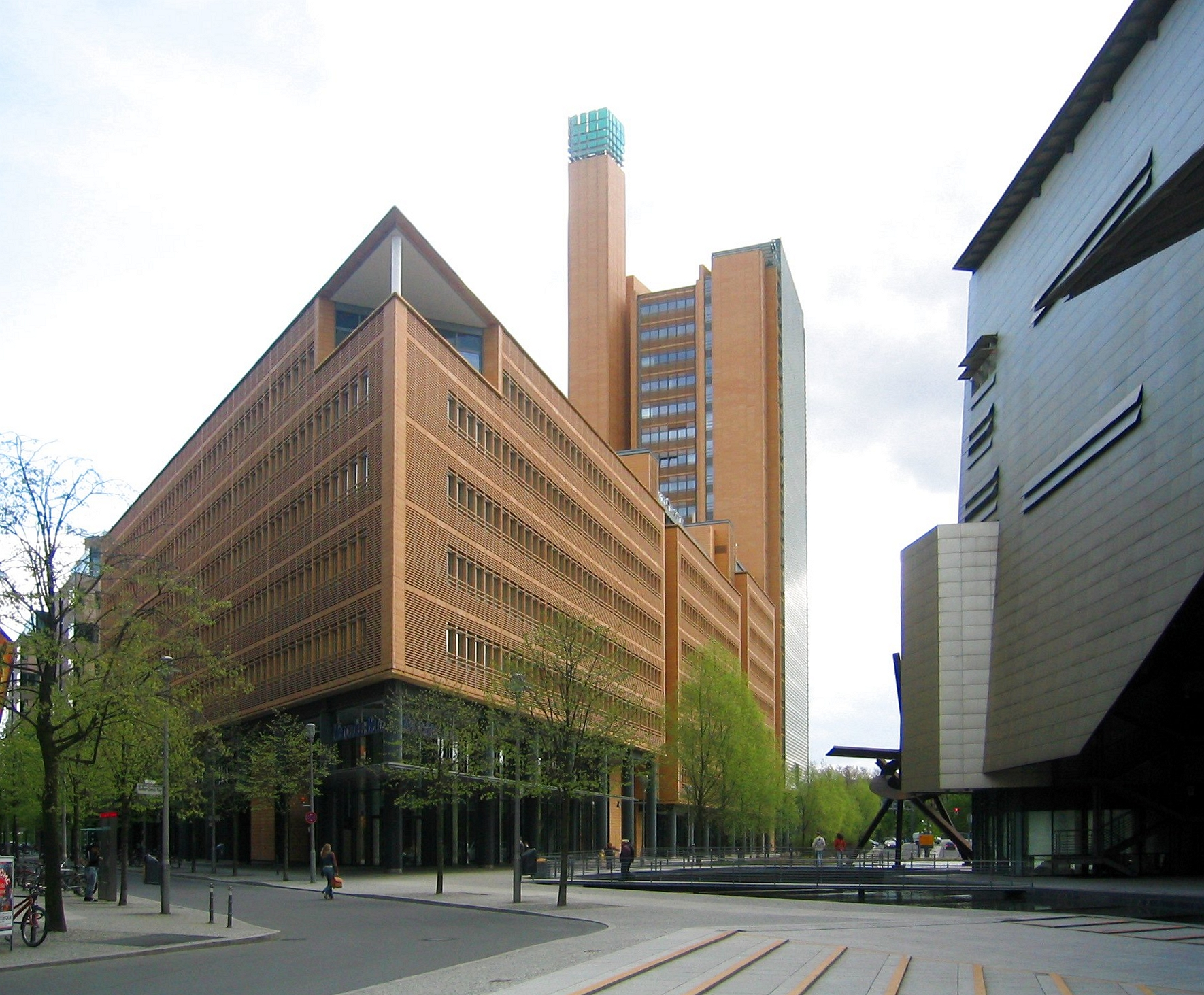
…und vom Marlene-Dietrich-Platz
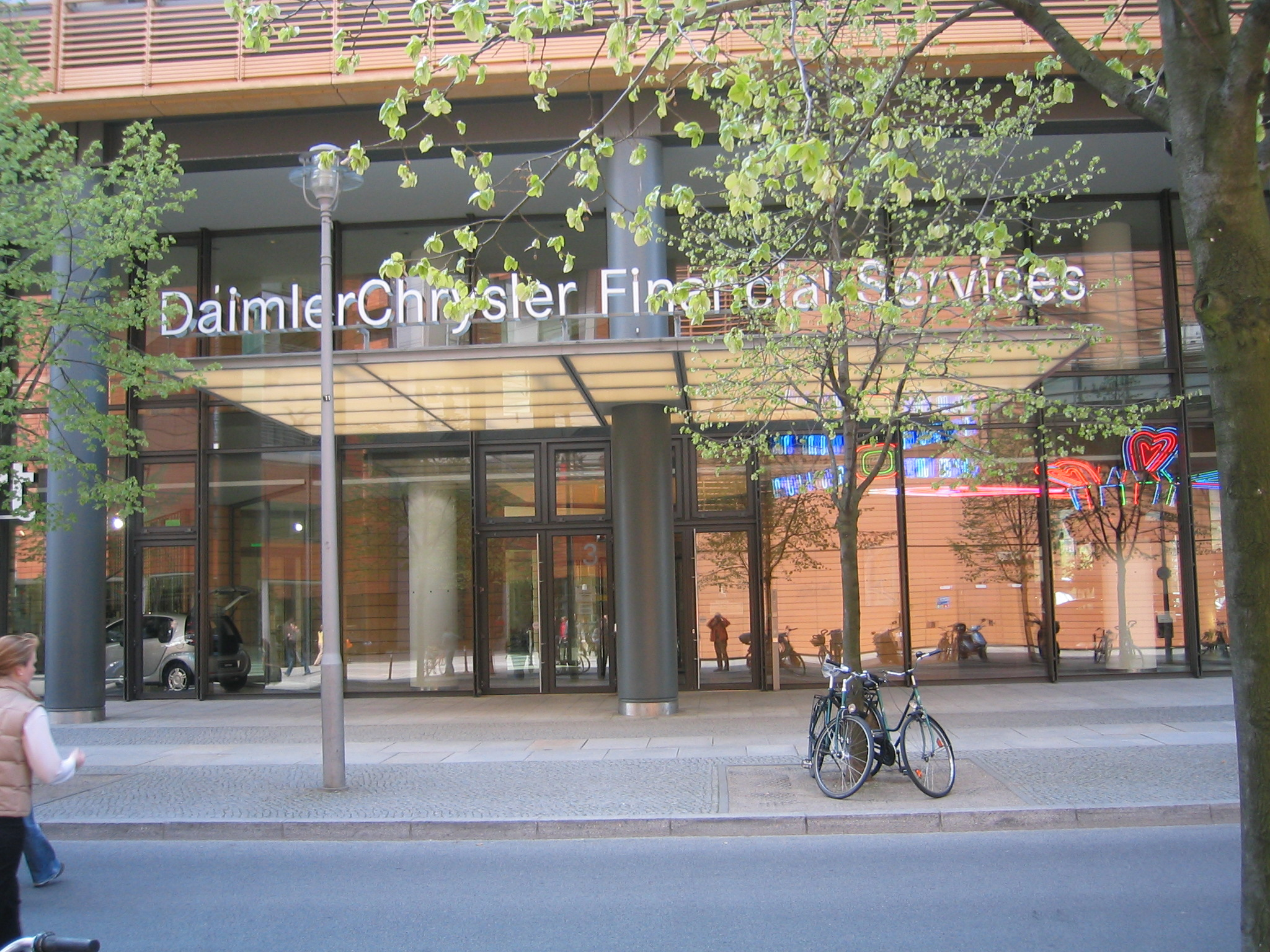
Eingang in der Eichhornstraße
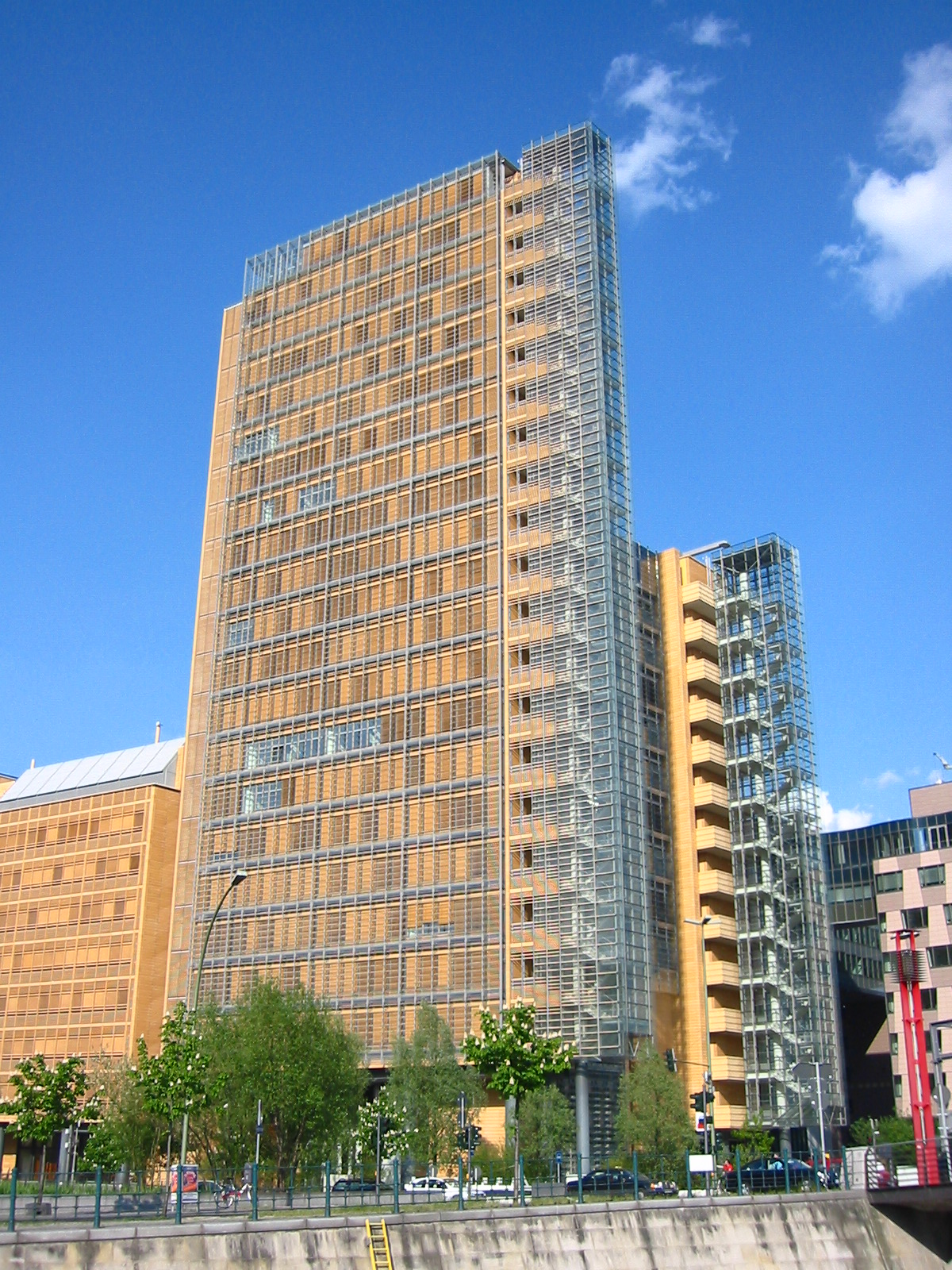
Ansicht der Südwestfassade
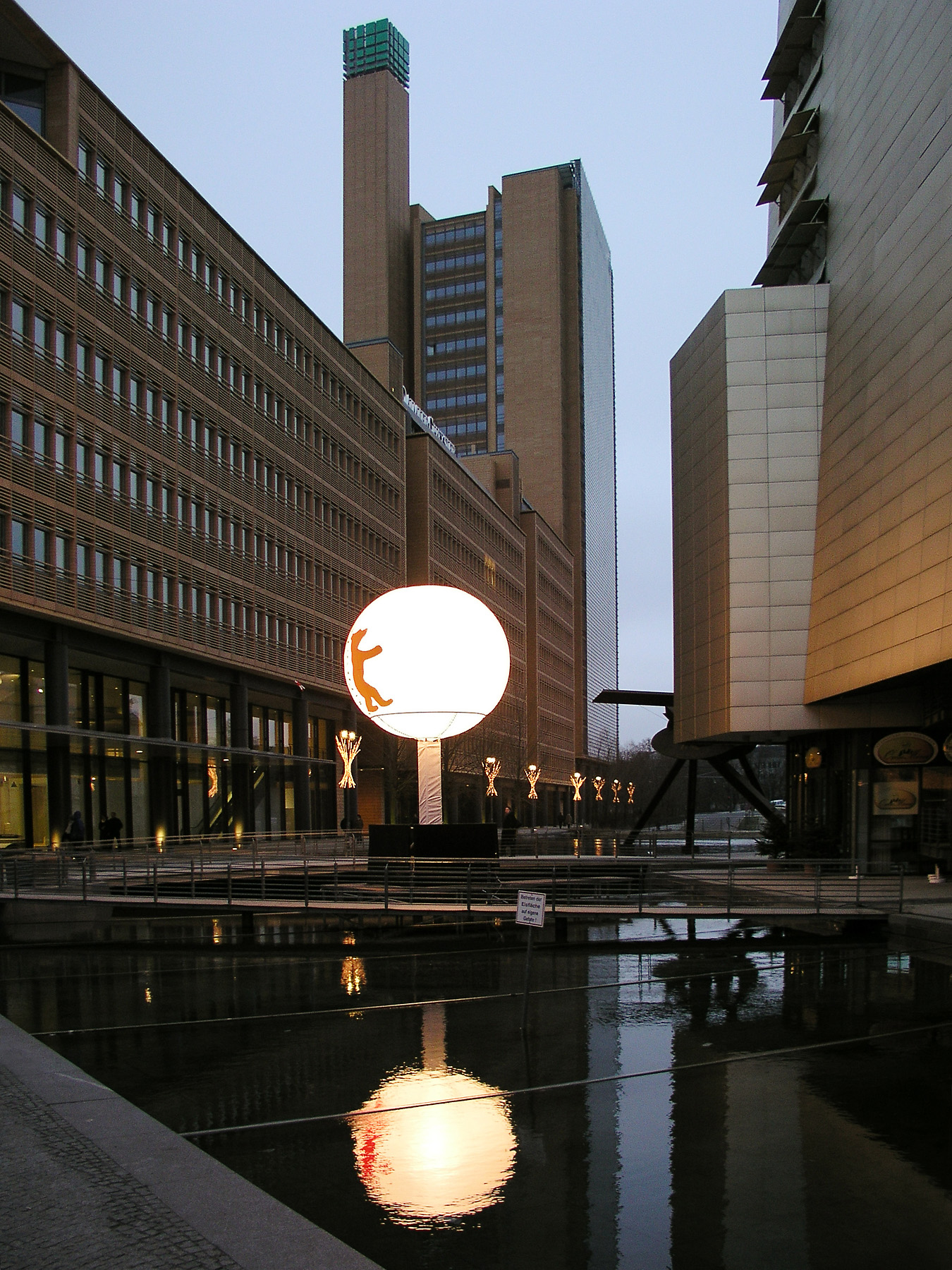
Abenddämmerung am Atrium Tower
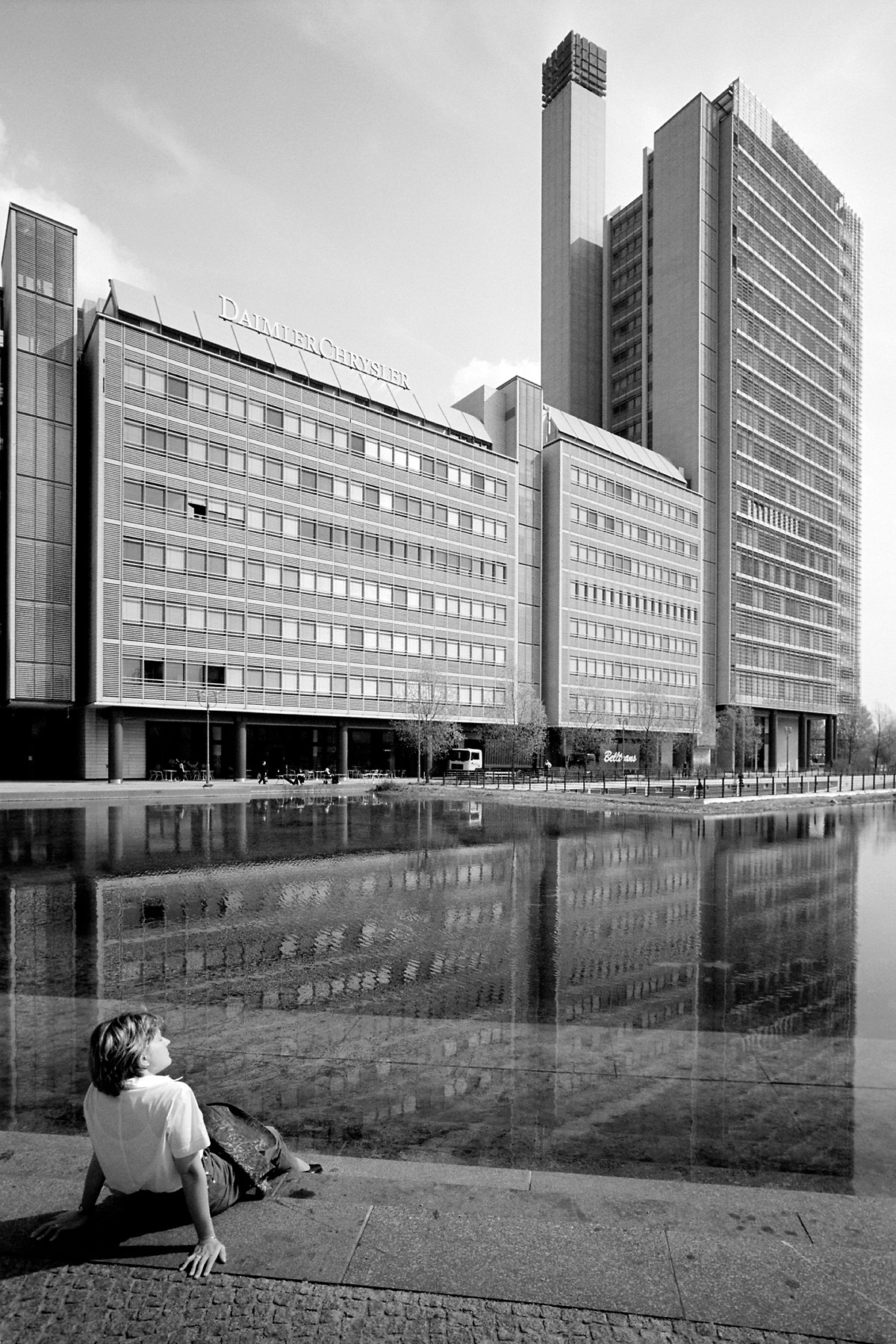
Der Atrium Tower mit Teich
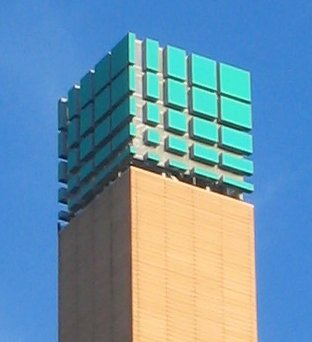
Ansicht des alten debis-Logos an dem Haus
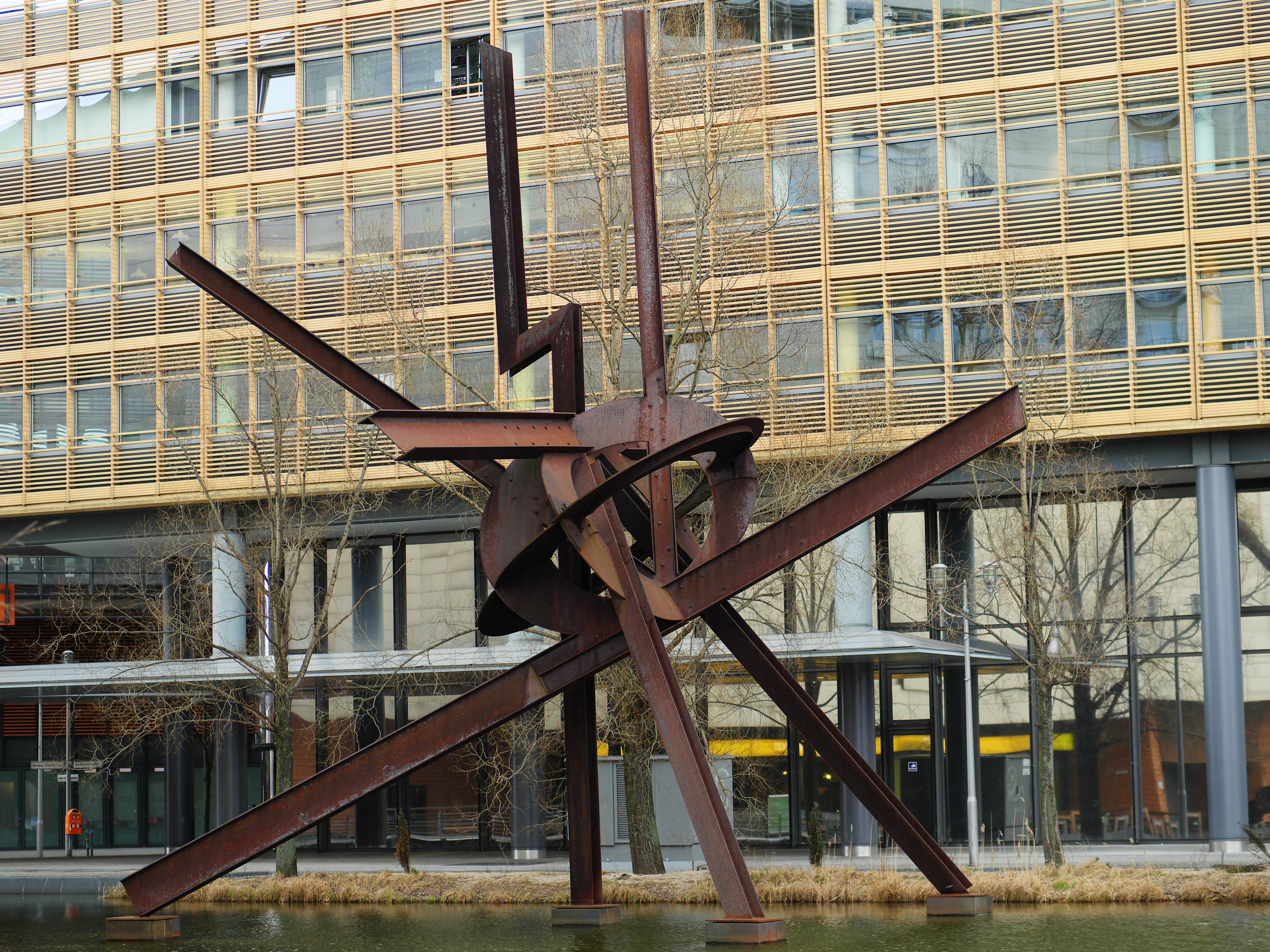
Skulptur Galileo von Mark di Suvero auf dem Piano-See am Atrium Tower